# Montague Glover
Montague Charles Glover  (5 de maio, 1898 - 1983) foi um arquiteto e fotógrafo britânico. Ficou conhecido pelo retrato que fez da vida homossexual em Londres, no início e nos meados do século XX, através das suas fotografias privadas, que tirava sobretudo para seu próprio prazer. As suas fotografias documentam o "rough trade" (a "cena de engate"), a classe trabalhadora e os militares.

## Vida
Nasceu em Leamington Spa, e teve quatro irmãs, a mais nova das quais era 10 anos mais velha que ele. Entrou para o Exército no Regimento Artists Rifles em 1916 e foi promovido a segundo-tenente da Força Territorial em 1917. Foi condecorado com a Cruz Militar por bravura em 1918.
Glover também é notável pelas suas descrições do seu relacionamento com o seu amante, Ralph Hall, um dos raros exemplos documentados de um relacionamento homossexual de longa duração antes da legalização da homossexualidade na Grã-Bretanha, na década de 1960. Ralph Edward Hall nasceu 05 de dezembro de 1913 em Bermondsey no East End de Londres. Conheceram-se em 1930 e Glover empregou-o como criado, talvez para obter um álibi social que permitisse aos dois homens viverem juntos. O seu relacionamento durou mais de 50 anos, tendo sobrevivido à Segunda Guerra Mundial, durante a qual Hall foi convocado para a Força Aérea.
Grande parte dos últimos anos de Glover foram passados na sua casa de campo, "Little Windovers", na aldeia de Balsall Heath, perto de Coventry, onde a irmã mais velha de Glover, Ellen, viveu com eles até morrer, em 1954, aos 72 anos. Glover morreu aos 85 anos, em 1983, deixando Ralph Hall como seu único herdeiro. Hall morreu quatro anos mais tarde, depois de sofrer um declínio gradual da sua saúde.
Nos seus derradeiros anos, Glover foi descrito por amigos de Belsall Heath como sendo "charmoso, embora somwhat [sic?] reservado ", e Ralph como um "cockney transbordante de alegria".
'Little Windovers' e as coisas de Glover foram postos a leilão em 1988 pelos familiares de Hall. Um dos lotes era uma caixa de papelão que continha grande parte da coleção de negativos fotográficos de Glover, tiradas quando esteve nas trincheiras da Primeira Guerra Mundial, bem como revistas, cartas e correspondência dos seus muitos amantes ao longo de décadas, incluindo cartas de Hall escritas quando estava na Força Aérea, durante a II Guerra Mundial. Grande parte da coleção foi publicada em livro, em 1992, com texto de James Gardiner, A Class Apart - The Private Pictures of Montague Glover  (ISBN 1852427280), e constituem uma fonte de informação preciosa sobre o submundo gay da sociedade britânica do início do século XX.